# Firmin Abauzit
Firmin Abauzit (Uzès, 12 de noviembre de 1679 - Ginebra, 20 de marzo de 1767) fue un físico, teólogo, y filósofo francés. Durante sus cuarenta últimos años de vida ejerció de bibliotecario en Ginebra (Suiza). Firmin Abauzit es especialmente conocido por corregir y perfeccionar los escritos de algunos eruditos y grandes personajes tales como Isaac Newton.

## Biografía
Hijo de padres protestantes, nació en Uzès, en la provincia francesa de Languedoc. Su padre murió cuando él apenas tenía dos años; en 1685 se produjo la revocación del edicto de Nantes, y cuando las autoridades intentaron educarlo bajo la fe de la Iglesia católica, su madre lo ideó todo para que pudiera escapar. 
Durante dos años vivió, junto a su hermano, como fugitivo en las montañas de Cevenas, hasta que por fin llegaron a Ginebra, donde más tarde su madre se les uniría después de escapar de la prisión en la que permaneció debido a su intento de huida. Abauzit adquirió allí una gran capacidad para los idiomas, la física y la teología, a una edad muy temprana. 
En 1698 marchó hacia los Países Bajos, donde conoció a Pierre Bayle, Pierre Jaurieu y Jacques Basnage. A su llegada a Inglaterra conoció a Isaac Newton, que encontró en él uno de los primeros defensores de sus descubrimientos. Newton corrigió un error en la segunda edición de su célebre Philosophiæ Naturalis Principia Mathematica gracias a un apunte de Abauzit, y cuando le envió el Commercium Epistolicum, Newton le dijo: "Usted es digno para juzgar entre Leibniz y yo."
La buena reputación de Abauzit llevó a que el rey Guillermo III de Inglaterra le ofreciera establecerse en Inglaterra, pero rechazó el ofrecimiento del monarca, prefiriendo regresar a Ginebra. Allí, en 1715, tradujo el Nuevo Testamento al francés. En 1723 rechazó una oferta de la universidad para trabajar como profesor de filosofía, pero cinco años más tarde, en 1727, aceptó el cargo de bibliotecario en la ciudad suiza, una sinecura que ejerció hasta su muerte en 1767, a la edad de 87 años, en Ginebra.
Abauzit fue un hombre de fácil aprendizaje dotado de una excelente versatilidad. Incluso el célebre filósofo Rousseau, quien solía ser extremadamente parco en sus elogios hacia él, le dedicó un panegírico en su obra Julie, ou la nouvelle Héloïse; y cuando, en una ocasión, un desconocido le dijo a Voltaire que había venido a ver a un gran hombre, el filósofo le respondió si había visto a Abauzit.

## Legado
Muy poco perdura de las obras de este gran intelectual, se dice que sus herederos destruyeron la mayor parte de los documentos porque las opiniones religiosas eran distintas. Se publicaron algunos artículos teológicos, arqueológicos y astronómicos escritos a mano por él mismo en el Journal Helvetique y en algunas otras publicaciones, y contribuyó con el Dictionnaire de musique (1767) de Rousseau. Escribió un trabajo que arrojó dudas sobre la autoridad canónica del Apocalipsis, la cual pedía una respuesta de Leonard Twells. También editó y realizó valiosas adiciones en Histoire de la republique de Geneve, de Jakob Spon. En 1770 se publicó en Ginebra una colección de sus escritos, que recibió el nombre de Oeuvres de feu M. Abauzit, y otra en Londres, en 1773, que se tituló Oeuvres diverses de M. Abauzit.